# Stefan Gaffory
Stefan Gaffory (* 1973 in Landau in der Pfalz) ist ein deutsch-korsischer Schriftsteller, Musikjournalist, Blogger und Rundfunkmoderator. 
Neben seinem erlernten Beruf als Altenpfleger arbeitete Gaffory unter anderem als Hilfsarbeiter und Bestatter. 2008 erschien sein Romandebüt Kreisklassenhölle, 2012 in Zusammenarbeit mit dem Illustrator Daniel Prohart die Graphic Novel Der Katzenkönig. 2016 veröffentlichte Gaffory mit Wehe, du schreibst nichts über die Nits eine Sammlung seiner Blog-Einträge, Konzertberichte, Plattenkritiken und Essays zu den Themen Popkultur und Musik, zu der Albert Koch und Dirk Bernemann jeweils ein Vorwort beisteuerten. Daneben verfasst er regelmäßig Kurzgeschichten, die er bei Lesungen präsentiert. Seit 2010 schreibt Gaffory als Kolumnist und Rezensent für die Musikzeitschrift Ox-Fanzine, für die er unter anderem ein mehrteiliges Essay über das Komplettwerk von Iggy Pop verfasste. In seiner Sendung "Radio Bronkowitz" auf dem Karlsruher Radiosender Querfunk präsentiert Gaffory mit wechselnden Gästen Musik aus den Stilrichtungen Punk, Funk, Metal, HipHop, Blues und Jazz.

## Werke
- Katharsis 1. / Kreisklassenhölle. Mainz 2008, ISBN  978-3-9812237-4-3 (2. Auflage 2009)
- Der Katzenkönig. Mainz 2012, ISBN 978-3-9814439-7-4
- Seitan in Fickt euch alle (Sammelband). 2012, ISBN 978-3-942920-49-0
- Wehe, du schreibst nichts über die Nits, Mainz 2016, ISBN 978-3944564142